# Barrie Kosky
Barrie Kosky, né le 18 février 1967 à Melbourne, est un metteur en scène de théâtre et d'opéra australien,,,,. 

## Biographie

### Famille et formation
Né à Melbourne, Barrie Kosky est le petit-fils d'émigrants juifs d'Europe. Il fréquente la Melbourne Grammar School où il joue dans la pièce de Brecht La Résistible Ascension d'Arturo Ui en 1981, Othello de Shakespeare en 1982, et dirige ensuite sa première pièce. Parmi de nombreux autres artistes australiens célèbres plus tard, il travaille également au St Martins Youth Arts Center. En 1985, il entreprend des études de piano et d'histoire de la musique à l'Université de Melbourne.

### Carrière
En 1989, Kosky dirige la première australienne de The Knot Garden de Michael Tippett (version réduite) au Melbourne Spoleto Festival. En 1990, il forme le théâtre Gilgul qui met en scène The Exile Trilogy en 1993 (Le Dibbouk, Es Brent, Levad) au Belvoir St Theatre ; il est directeur artistique du théâtre Gilgul jusqu'en 1997. D'autres productions notables avec le théâtre Gilgul sont The Wilderness Room et une adaptation scénique de la nouvelle Le Juif opéré. 
Pour l'Opéra d'État victorien, il dirige en 1991 Les Noces de Figaro et Le Barbier de Séville. En 1993, il dirige la première de la saison de l'opéra de Larry Sitsky, The Golem pour l'opéra d'Australie qui est également sorti sur ABC Classics. Toujours en 1993, il dirige les Faust I et II de Goethe pour la Melbourne Theatre Company et Œdipus rex d'Igor Stravinsky pour Opera Queensland. 
En 1996, il réalise Nabucco (enregistré sur DVD par ABC Television ) et Der Fliegende Holländer pour l'opéra d'Australie, une œuvre qu'il a revisitée en 2006 au théâtre Aalto d'Essen, en Allemagne. Toujours en 1996, à 29 ans, Kosky est nommé directeur du festival d'Adélaïde, le plus jeune jamais nommé à ce poste. À la suite de cette nomination, le documentaire de 50 minutes Kosky in Paradise examine ses idées et ses motivations créatives. 
En 1997, Kosky dirige Tartuffe de Molière dans la transcription de Christopher Hampton à la Sydney Theatre Company (STC). En 1998, il réalise Le deuil sied à Électre pour la STC et Le Roi Lear pour la production itinérante de la compagnie Bell Shakespeare. En 1999, il dirige Wozzeck d'Alban Berg pour l'opéra de Sydney. En 2000, il dirige l'adaptation de Ted Hughes de l'Œdipe de Sénèque à la Sydney Theatre Company. 
De 2001 à 2005, Kosky est co-directeur du Schauspielhaus Wien (en). Là, il dirige Médée d'Euripide avec l'actrice australienne Melita Jurisic ; la production est nommée pour le prix Nestroy. Il y dirige également Poppea, dans lequel il a combiné la musique de Monteverdi avec des chansons de Cole Porter, Les Contes d'Hoffmann, Macbeth dans une version entièrement féminine et Boulevard Delirium avec Paul Capsis qui fait le tour du monde pendant plusieurs saisons, incluant l'Australie où il remporte un Helpmann Award 2006. Sa mise en scène de L'Orfeo de Monteverdi au Innsbrucker Festwochen für Alte Musik sous la direction musicale de René Jacobs est également montrée au Staatsoper Unter den Linden de Berlin ; cette production est diffusée à la télévision allemande par Rundfunk Berlin-Brandenburg / Arte. De plus, en 2005, il dirige Lohengrin de Wagner pour l'opéra d'État de Vienne. 
En 2006, il dirige The Lost Echo de Tom Wright, basé sur les Métamorphoses d'Ovide et Les Bacchantes d'Euripide ; la pièce remporte cinq Helpmann Awards. La même année, Kosky met en scène en Allemagne Der Fliegende Holländer au théâtre Aalto à Essen ainsi que Tristan und Isolde, mise en scène qui sera reprise en 2024 pour le 125ème anniversaire du théâtre et Le Songe d'une nuit d'été (opéra) de Britten au Théâtre de Brême. 
En 2007, Kosky présente sa production viennoise de L'incoronazione di Poppea de Monteverdi au festival d'Édimbourg de 2007. Cette même année, il dirige également Peter Grimes pour l'opéra de Hanovre et Tristan und Isolde pour le théâtre Aalto, qui reçoit une nomination pour le Faust Award (de). 
En janvier 2008, il dirige Grandeur et décadence de la ville de Mahagonny. En avril 2008, Kosky participe au volet Vers une Australie créative du Sommet Australie 2020. En juillet 2008, il dirige la première de l'opéra de Liza Lim, The Navigator, au Judith Wright Center of Contemporary Arts dans le cadre du Festival de Brisbane 2008, une œuvre que Lim avait développée pendant son séjour à Berlin ; il avait également dirigé son précédent opéra The Oresteia (1993). Le Navigator est également présenté dans le cadre du Melbourne International Arts Festival. En septembre 2008, Kosky réalise Les Troyennes d'Euripide avec Melita Jurisic et Robyn Nevin dans une adaptation de lui-même et de Tom Wright à la Sydney Theatre Company. En octobre 2008, il présente son adaptation scénique de la nouvelle d'Edgar Allan Poe Le Cœur révélateur au Melbourne International Arts Festival. En 2009, il réalise De la maison des morts de Leoš Janáček au Staatsoper Hannover, une production qui remporte le Faust Award. Dans la même année, il commence son cycle de L'Anneau du Nibelung à Hanovre, qui est terminé en juin 2011. En 2010, il dirige Die schweigsame Frau de Richard Strauss au festival d'opéra de l'Opéra d'État de Bavière à Munich. Plus tard dans la même année, il présente une double production avec Didon et Enée de Purcell et Le Château de Barbe-Bleue de Bartók à l'opéra de Francfort. 
Après plusieurs productions dans le passé à l'Opéra-Comique de Berlin, dont Le Grand Macabre (2003), Les Noces de Figaro (2005), Iphigénie en Tauride de Gluck et Kiss Me, Kate (2007), Rigoletto (2009) et Rusalka (2011), Kosky est nommé directeur général de l'Opéra-Comique de Berlin à partir de la saison 2013/2014. Il y a depuis présenté des opérettes rarement mises en scène, comme Ball im Savoy de Paul Abraham et, en 2016, Die Perlen der Cleopatra d'Oscar Straus. 
En 2015, il crée l’Oratorio en trois actes de Georg Friedrich Haendel pour le festival de Glyndebourne, qu'il reprend à Paris en 2020 au Théâtre du Chatelet.
En 2017, il entre dans l'histoire en devenant le premier metteur en scène juif du festival de Bayreuth, où il met en scène Die Meistersinger von Nürnberg. Il est également la première personne qui n'est pas membre de la famille Wagner à y diriger cet opéra. 
Sa production de l'opéra de Chostakovitch The Nose dans une nouvelle version en langue anglaise de David Pountney pour The Royal Opera, l'opéra d'Australie et l'Opéra-Comique de Berlin est créée en 2016 au Royal Opera House de Londres, scène où Kosky fait ses débuts, et en 2018 à l'Opéra de Sydney et à Berlin. Il revient à l'Opéra Royal en 2018 pour présenter une mise en scène controversée de Carmen de Bizet qui a d'abord été mis en scène à l'opéra de Francfort en juin 2017. En novembre 2018, il monte l'opérette Candide, de Leonard Bernstein, à l'Opéra-Comique de Berlin, puis à l'été 2019 Orphée aux Enfers de Jacques Offenbach, présenté au festival de Salzbourg. En mars 2020 c'est à nouveau à l'Opéra de Francfort qu'il propose une mise en scène de Salomé, reprise en janvier 2024 avec la même interprète, la soprano Ambur Braid.
En 2021, il monte avec le Bayerisches Staatsorchester de Munich Der Rosenkavalier de Richard Strauss. La production est présentée à la télévision avec un effectif orchestral réduit et sans public dans la salle, du fait des restrictions dues au COVID. Elle est reprise lors des saisons suivantes.
En 2024, il met en scène Les Brigands de Jacques Offenbach à l'Opéra National de Paris.

## Prix
- 2008 : Prix de l'Union des théâtres berlinois : mise en scène de l'année pour Kiss Me, Kate (Komische Oper Berlin)
- 2009 : Prix allemand de théâtre Der Faust : meilleure mise en scène de théâtre musical pour De la maison des morts (Staatsoper Hannover)
- 2011 : Laurence Olivier Award : Best New Opera Production pour Castor et Pollux
- 2012 : Prix de l'Union des théâtres berlinois : mise en scène de l'année pour Ball im Savoy (Komische Oper Berlin)
- 2013 : Prix de la critique de la revue Opernwelt : opéra de l'année, Komische Oper Berlin sous la direction de Barrie Kosky (saison 2012/13)
- 2014 : International Opera Award : prix du meilleur metteur en scène[26]
- 2015 : Ours de Berlin : prix culturel annuel du journal berlinois B.Z.
- 2016 : Prix de la critique de la revue Opernwelt : metteur en scène de l'année (saison 2015/16)[27]
- 2020 : Les Trophées de la comédie musicale : trophée d'honneur pour Un violon sur le toit (Opéra national du Rhin)[28]
- 2023 : International Opera Award : prix du meilleur metteur en scène[29]

## Publication
- On Ecstasy, Éditions de l'université de Melbourne, Melbourne, 2008  (ISBN 978-0-522-85534-0)

## Commentaire
Commentant les positions dominantes occupées par les Juifs dans les institutions culturelles de Berlin, Kosky, qui se décrit comme un « kangourou juif gay », déclare : 

« Plus il y a de Juifs, mieux c'est à Berlin — allez-y ! Si vous regardez Berlin avant la guerre, tous les théâtres appartenaient à des Juifs, c'était comme Broadway. Ils disent que la moitié des orchestres étaient pleins de musiciens juifs, tous les principaux directeurs de théâtre étaient juifs. »